# Costora seposita
Costora seposita is een schietmot uit de familie Conoesucidae. De soort komt voor in het Australaziatisch gebied.